# Центр живлення
Центр жи́влення — розподільчий пристрій генераторної напруги електростанції або розподільчий пристрій вторинної напруги знижувальної підстанції енергосистеми, до яких приєднані розподільчі мережі даного району (п 3.1 ДСТ 13109-97 «Норми якості електричної енергії в системах електропостачання загального призначення»);
Центр живлення — складова частина електропостальної системи, яка являє собою розподільчу установку з генераторною напругою електростанції або розподільчу установку з вторинною напругою знижувальної підстанції енергосистеми, яка має пристрій для регулювання напруги з приєднаними до нього живильними чи розподільними мережами району електропостачання (п 4.7 ДСТУ 3465-96 «Системи електропостачальні загального призначення»);
Централізоване диспетчерське (оперативно-технологічне) управління — оперативне управління об'єднаною енергетичною системою України із забезпеченням надійного і безперебійного, з додержанням вимог енергетичної безпеки, постачання електричної енергії споживачам (ст. 1 ЗУ «Про електроенергетику»).